# ليرون أليس
ليرون أليس (بالإنجليزية: LeRon Ellis)‏ مواليد 28 أبريل 1969 في لوس أنجلوس، هو لاعب كرة سلة أمريكي معتزل. بدأ مسيرته الاحترافية في سنة 1991. تم اختياره من قبل فريق لوس أنجلوس كليبرز خلال الدرافت. يبلغ طوله 6 قدم 9 بوصة (2.1 م). اعتزل اللعب في 2002.

## المسيرة الاحترافية
لعب مع لوس أنجلوس كليبرز في موسم 1991–1992، ثم لعب مع نادي بلد الوليد لكرة السلة في الدوري الإسباني في سنة 1992، ثم لعب مع شارلوت هورنتس في موسم 1993–1994، ثم لعب مع نادي برشلونة لكرة السلة في الدوري الإسباني في موسم 1994–1995، ثم لعب مع ميامي هيت في سنة 1995.

## روابط خارجية
- ليرون أليس على موقع إن بي أي (الإنجليزية)
- ليرون أليس على موقع سبورتس رفرنس (الإنجليزية)
- ليرون أليس على موقع الدوري الإسباني لكرة السلة (الإسبانية)
- ليرون أليس على موقع كرة السلة الأوروبية.كوم (الإنجليزية)
- ليرون أليس على موقع كلية كرة السلة في سبورتس رفرنس.كوم (الإنجليزية)
- ليرون أليس على موقع ريلجم (الإنجليزية)
- ليرون أليس على موقع بروبوليرز (الإنجليزية)
- ليرون أليس على موقع سبورتس رفرنس (الإنجليزية)